# Troupe d'élite 2
Pour plus de détails, voir Fiche technique et Distribution.
Troupe d'élite 2 (en portugais : Tropa de Elite 2: O Inimigo Agora É Outro) est un film d'action policier brésilien coproduit, coécrit et réalisé par José Padilha et sorti le 8 octobre 2010. Il s'agit de la suite, dont l'action se situe treize ans plus tard, de Troupe d'élite.
À l'instar du premier volet, le film est inclus en novembre 2015 dans la liste établie par l'Association brésilienne des critiques de cinéma (Abraccine) des 100 meilleurs films brésiliens de tous les temps.

## Synopsis
13 ans après la fin du premier opus, le lieutenant-colonel Nascimento est maintenant à la tête du (Bataillon des opérations spéciales de police) appelé communément BOPE. Après une opération désastreuse dans une prison, il se retrouve au milieu d'un engrenage comprenant des membres du Département de la Sûreté publique, le Gouverneur d'État ainsi que des groupes paramilitaires. Son ex-femme est maintenant remariée avec le député Diogo Fraga, défenseur des droits de l'homme et Président de la Commission parlementaire sur les milices.

## Fiche technique
- Titre original : Tropa de Elite 2: O Inimigo Agora É Outro
- Titre français : Troupe d'élite 2
- Titre québécois : Escouade d'élite : L'ennemi aux portes
- Réalisation : José Padilha
- Scénario : Braulio Montovani, José Padilha et Rodrigo Pimentel, d'après le récit Elite da Tropa de Luiz Eduardo Soares, André Batista et Rodrigo Pimentel
- Direction artistique : Tiago Marques Teixeira
- Décors :
- Costumes :
- Photographie : Lula Carvalho
- Son : Pedro Bromfman
- Montage : Daniel Rezende
- Musique : Pedro Bromfman
- Production : José Padilha et Marcos Prado
- Société(s) de production : Zazen Produções
- Société(s) de distribution : RioFilme (Brésil)
- Budget : 9 509 658 $
- Pays d’origine :  Brésil
- Langue : portugais
- Format : Couleur - 35mm - 1.85:1 - Son Dolby numérique
- Genre : Film d'action, film policier
- Durée : 115 minutes
- Dates de sortie :
  -  Brésil : 8 octobre 2010
  -  Belgique : 27 juillet 2011
  -  France : 10 février 2012 (sorti directement en DVD)

## Distribution
- Wagner Moura (V. F. : Boris Rehlinger) : le lieutenant-colonel Roberto Nascimento
- Irandhir Santos (V. F. : Serge Faliu) : Diogo Fraga
- André Ramiro (V. F. : Lucien Jean-Baptiste) : le capitaine André Matias
- Milhem Cortaz (en) (V. F. : Bruno Dubernat) : le lieutenant-colonel Fábio
- Maria Ribeiro (en) (V. F. : Bérangère Jean) : Rosane
- Seu Jorge : Beirada
- Sandro Rocha : le major Rocha
- André Mattos (V. F. : Michel Mella) : Fortunato
- Tainá Müller : Clara
- Adriano Garib (V. F. : Gabriel Le Doze) : Guaracy
- Julio Adriao (V. F. : Olivier Destrez) : le gouverneur Gelino

Source et légende : Version française (V. F.) sur RS Doublage

## Accueil

### Accueil critique
À l'inverse du premier volet, qui a été mal reçu par la presse à sa sortie, Troupe d'élite 2 obtient un large accueil favorable des critiques professionnels, obtenant 93% d'avis positifs sur le site Rotten Tomatoes, pour 42 commentaires et une moyenne de 7,1⁄10 et un score de 71⁄100 sur le site Metacritic pour 18 commentaires.

### Box-office
Sorti en salles le 8 octobre 2010, le film a battu des records d'audience dès la première semaine, avec plus d'un million de spectateurs. Doté d'un budget d'environ 16 millions de réals, le film en a rapporté plus de 100 millions en 11 semaines, rien qu'au Brésil. Il devient ainsi le film brésilien le plus vu au Brésil, avec près de 11,2 millions de spectateurs.

## Distinctions

### Récompenses
- Grande Prêmio do Cinema Brasileiro 2011 : meilleur film
- Troféu APCA 2011 : meilleur acteur pour Wagner Moura

## Le livre qui a inspiré le film
Le film s'inspire du roman Troupe d'élite 2 (Éditions Anacaona) écrit par Luiz Eduardo Soares, le major Rodrigo Pimentel, le capitaine André Batista et le commissaire Claudio Ferraz. Le capitaine Nascimento se rend compte de l'inutilité de la guerre qu'il a menée et comprend que l'ennemi a changé : le trafiquant de drogue n'est plus la vraie menace. Les milices, groupes de policiers et pompiers pourris, infiltrés au cœur même de l'État et de l'administration policière, menacent désormais l'État de droit. Se présentant initialement comme une « autodéfense communautaire », avec la bénédiction des plus hautes autorités brésiliennes, ces milices sont en fait devenues de véritables mafias, organisations criminelles ne cherchant que le profit et n'hésitant pas à utiliser la violence la plus barbare. La DRACO, Brigade de Répression du Crime Organisé, et le député Marcelo Freitas dénoncent et combattent cette corruption.